# M58 120mm 戦車砲
M58 120mm戦車砲は、冷戦初期にアメリカ軍が開発した120mmライフル戦車砲で、主にM103重戦車に搭載された。
イギリス軍でライセンス生産されたバージョンはロイヤル・オードナンスL1戦車砲でありコンカラー重戦車に搭載され、フランス軍でライセンス生産されたバージョンはD.1203としてAMX-50に搭載された。M58はM68 105mm砲やM256 120mm滑腔砲に取って代わられたが、M58はこれまでにアメリカで運用された戦車砲の中で、最も長い砲身長を持ち、最も重く、最も砲口エネルギーが大きい戦車砲である。

## 開発史
M58戦車砲の開発は第二次世界大戦後期に開始された。 1945年初頭、アメリカ陸軍武器科はM1 120mm高射砲の戦車砲への転用を検討し始めた。そこで開発された新型戦車砲はT53 120mm戦車砲と命名され、T34重戦車として知られる2両のT30重戦車に搭載してテストされた。T53戦車砲はT14徹甲弾を初速960m/sで射出、至近距離では垂直の装甲に対して286mmの貫徹力を発揮し、T29重戦車に搭載されたT5E1 105mm戦車砲やT30重戦車に搭載されたT7 155mm戦車砲よりも優れていることが示された。 第二次世界大戦の終結により、T53砲とT34重戦車は最終的な生産には至らなかったが、重戦車設計の基礎となった。
1948年、冷戦期となりソビエト連邦軍のIS-3やT-10重戦車等の高い防御力を持つ重戦車への対抗手段が必要とされ、アメリカ陸軍武器科は近代化重戦車の設計仕様を提案し、新型のT43（後のM103重戦車）に120mm戦車砲を搭載することを求めた。T122とT123 戦車砲の基礎として軽量な T53 戦車砲の開発継続がアメリカ陸軍兵器省によって承認され、そのうちのT123がT43重戦車の主武装として選択された。冷間鍛造技術によって最大薬室圧力がT122 の 38,000psiから 48,000psiに引き上げられ、これに伴って徹甲弾の発射時の砲口初速が960m/sから 1,067m/sに上昇した。しかし 砲弾の開発が遅れたため、T123E1 が M58 120 mm 戦車砲として正式に指定されたのは 1956年2月25 日のことであった。

## 技術的特徴
M58戦車砲は基本的に第二次世界大戦時の設計を改良したもので、口径120mm、砲身長60口径、全備重量2.85トンであった。 
砲身は単層構造で、自己緊縮方式が採用され、1:25の巻き間隔で42本のライフリングが刻まれていた。砲身はクロムメッキで補強されていたが、高い薬室圧力と激しい磨耗のため、砲の寿命は250発と短かった。 
銃身前部には排煙装置の部分があり、初期のタイプには砲口の両側に火炎誘導孔があったが、激しい焼き切れが発生する為、すぐに廃止された。M58には砲安定装置がなかったため、行進間射撃ができなかったが、NATO重戦車の主な任務が長距離射撃支援であったことを考えれば、この欠点は目立たなかった。

## 使用国家

### アメリカ軍
M58戦車砲はM103重戦車の主武装であり、T122を使用した最初のT43試作車を除くすべてのM58に装備されていた。弾薬の重量過大の為、2人の装填手を必要とした。1人目の装填手が23kgの砲弾を装填した後、25kgの薬莢を装填する。次に2人目の装填手が砲弾と薬莢をまとめて薬室に押し込むと、閉鎖機は自動的に閉じるが、この操作には装填手の高度な技量が要求された。正しく装填できなかった場合、薬莢と薬室の間に隙間ができて発射できなくなり、装填手は車両から降りてクリアレバーを使って薬室から薬莢を取り出さなければならなくなるからである。 そのため、M103戦車の装填手は、その仕事に大きな誇りを持っていたという。 2人の協力により、M58は最大発射速度5発/分に達することができた。
M58はT43に代わる2両の新型重戦車にも搭載される予定だった。揺動砲塔持つT57重戦車である。 砲塔の上半分には改良型のT123戦車砲（T179と改称）が固定され、8発の弾薬を速射するためのリボルバー式自動装填装置が搭載された。もう1両はT110重戦車で、同じくT123砲（T204と改称）を使用していた。T43E1の復元プロジェクトはすぐに成功し、M103重戦車として指定され、T110とT57はそれぞれ1956年9月と1957年1月に計画が中止された。
M58には軽量化された派生型であるT123E6があり、全備重量は2.85トンから1.93トンに減少した。 この戦車砲は、M41 90mm戦車砲、90mm T208E9滑腔砲、105mmX15E8砲、105mm T254砲（L7のアメリカ側改良型）と共に、次世代の中戦車用主武装の選定試験にかけられることとなり、その結果としてT254がM68戦車砲として勝ち残り、T123E6は発射速度の遅さから2位となった。それ以来50年以上、アメリカ軍の主力戦車は外国製砲のライセンス生産版をすべて使用しており、M58は最後の独自設計・量産戦車砲となった。

### イギリス軍
1949年、イギリス陸軍はIS-3に対抗するため、十分な威力を発揮できる120mmライフル砲を搭載した戦車の開発が進められた。そこで既存のセンチュリオン主力戦車を重戦車（すなわちFV214コンカラー）に改造することを決定し、120mm砲を搭載した。当時、イギリス労働党政府は国防予算の大幅な削減を計画しており、独自の兵器を開発するよりも、既存の外国製兵器を調達することが好ましいとされた。1950年、イギリス政府は軍部の反対を押し切って、アメリカからM58戦車砲を生産する為のライセンスを取得し、ロイヤルオードナンスL1砲と命名された。 コンカラーの設計に適合させるためM58の設計に多くの最適化が施された。
- 砲身長がM58の60口径から55口径に短縮され、砲塔内のスペースを有効活用するために砲耳の取り付け位置が変更された。
- 閉鎖機をM58の垂直から水平に変更し、開閉操作に電子制御機構を採用、装填速度を向上させ、発射速度の向上させた。
- 砲身前部の排煙機を廃止し、中段にカウンターウェイトを追加した。 後にカウンターウェイトは排煙機に変更され、これはL1A2戦車砲となった。

弾薬はL1とM58戦車砲で共用可能であったが、イギリス陸軍では独自に開発したAPDS（分離装弾筒付徹甲弾）とHESH（粘着榴弾）を使用していた。装填手は1人しか配置されておらず、最大発射速度は4発/分であった。 L1はかつてイギリス陸軍で最も強力な戦車砲であり、その性能は後継となるL11砲に匹敵した。しかし、弾薬が大型であり重量過大の為、発射速度に悪影響を及ぼしていた。その為、より扱いやすいL7砲やL11砲の登場によりL1はその存在意義を失い、L1砲を使用したイギリス戦車はFV 4004とコンカラーのみとなった。

### フランス軍
1945年以降、フランス軍は戦車用120mm砲の導入を検討し始め、アメリカのT53戦車砲（T34重戦車に搭載されたM58の前身）やイギリス海軍のQF 4.7インチ艦載砲などが候補に挙がった。1950年にはT123戦車砲をベースにD.1203砲が開発された（マズルブレーキ付きのバージョンはD.1203Fとして知られ、FはFrein de bouche（銃口後退装置）の略）。D.1203砲の砲身は2分割式で製造されており、排煙装置は備えておらず、弾道特性と弾薬はM58と共通であった。 D.1203はAMX-50-120重戦車に搭載され、後者は弾倉から6発の弾薬を素早く発射できる自動装填機構を備えていた。
1954年、フランスはD.1203の改良型をAMX-50 B重戦車に搭載した。砲身は一体成型となり、砲身長は65口径に長砲身化され、新しいT.O.B.(Tourelle Oscillante B)120砲塔を装備して弾倉容量を19発に増やしたが、D.1203はAMX-50と共に開発中止となった。 

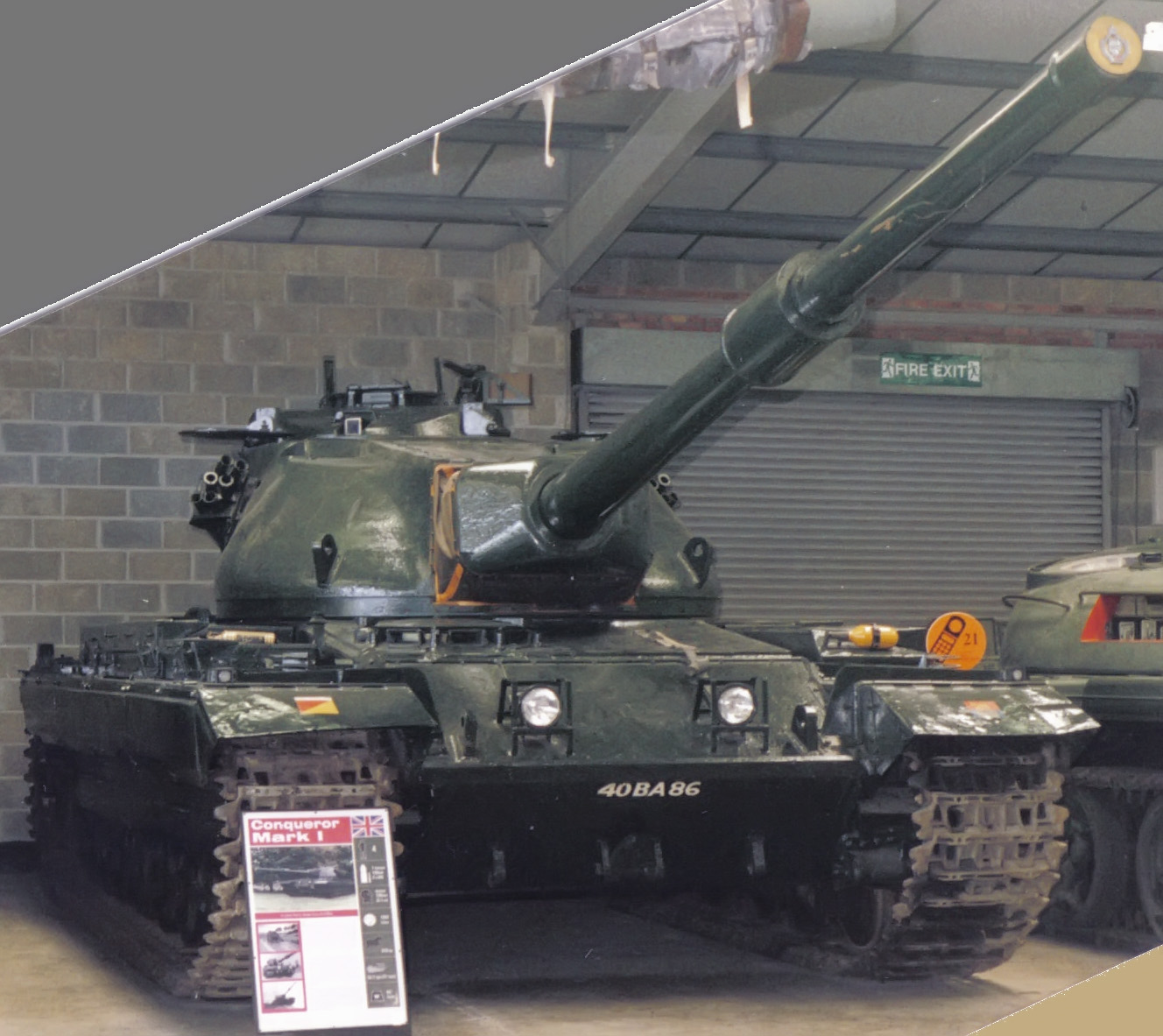
コンカラーに搭載されたL1砲
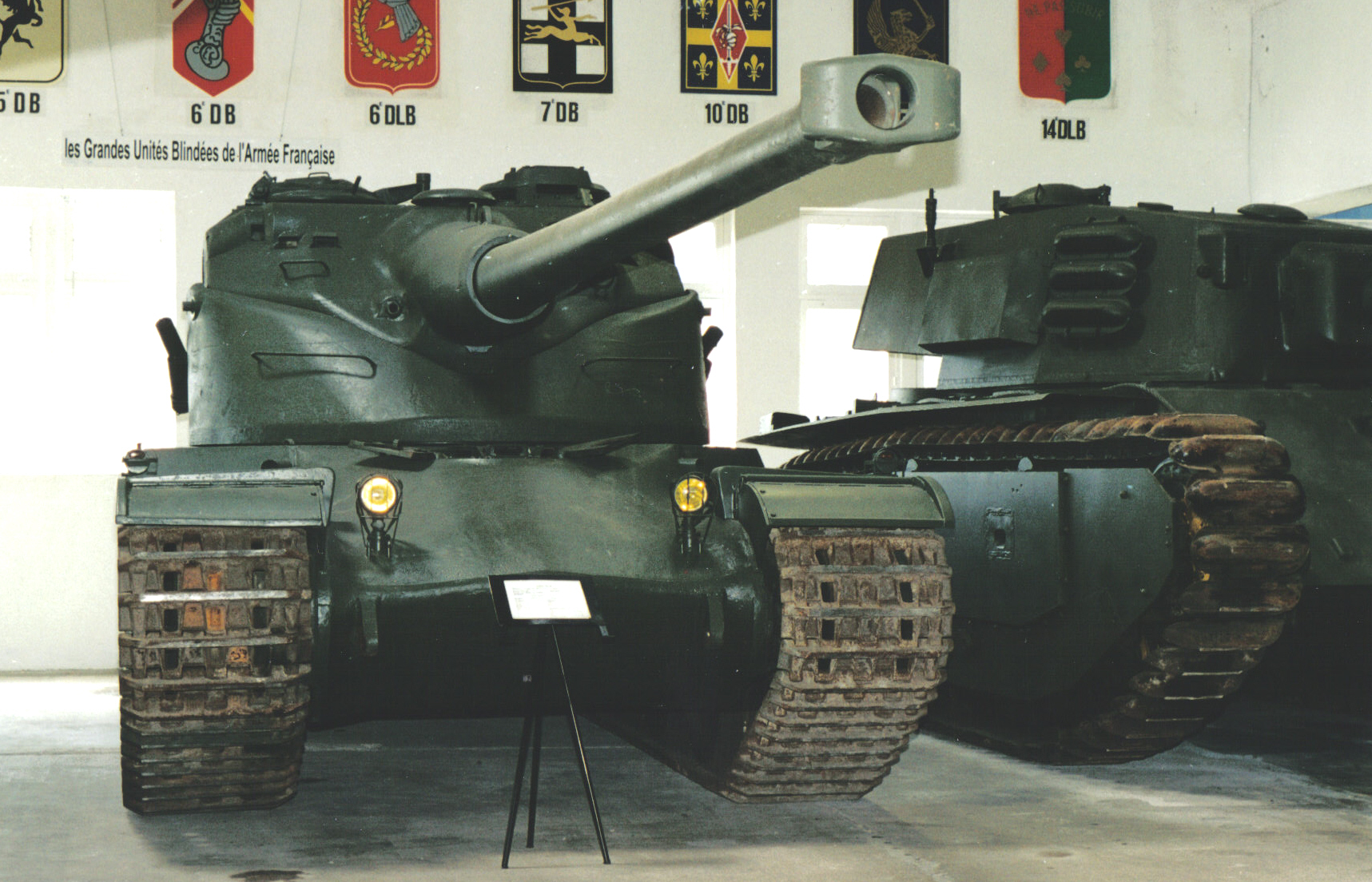
AMX-50に搭載されたD.1203砲

## 装甲貫徹力

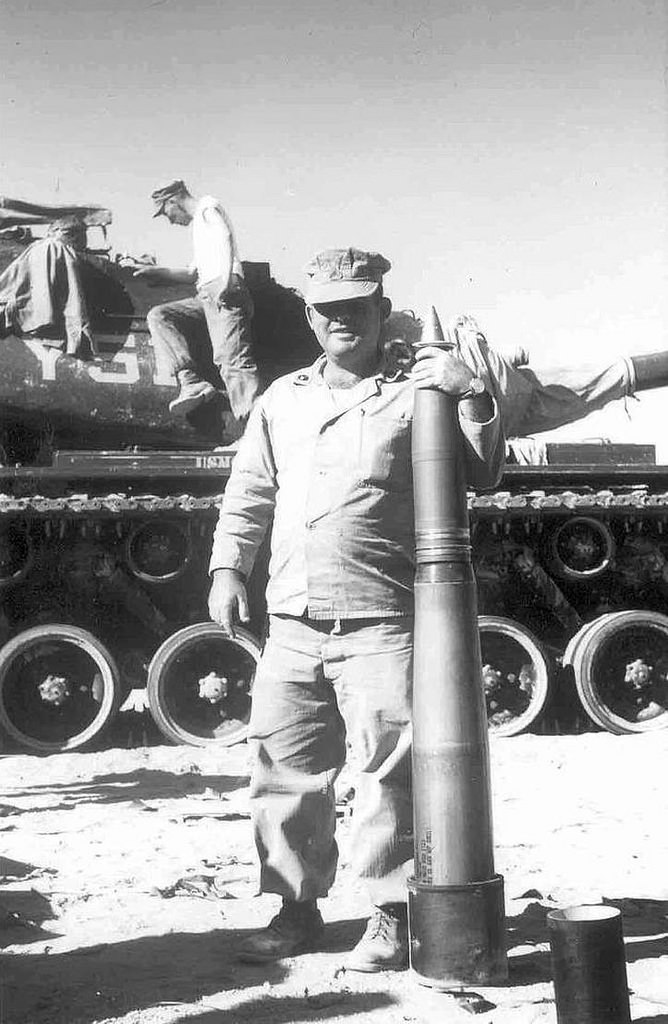
M58で使用される榴弾を持ち写真に写る海兵隊二等軍曹。

M58は、M358風防付徹甲弾（APBC）、M469翼安定型対戦車榴弾（HEAT-FS）、M356榴弾（HE）、M357発煙弾（WP）、M359E2訓練弾（TPBC）の合計5種類の砲弾を使用し、英国はL1用に分離装薬筒付徹甲弾（APDS）と粘着榴弾（HESH）を開発した。
1. 各種砲の性能を比較し下記の通り示す。尚、貫徹力の数値においてM58は30度に傾斜した装甲に対するものであり、L1・L11は垂直装甲に対するものである。

| 形式                   | M58   | M58     | L1    | L1    | L11   | L11    |
| ---------------------- | ----- | ------- | ----- | ----- | ----- | ------ |
| 砲弾名                 | M358  | M469    | L1G   | L31   | L15   | L23A1  |
| 弾種                   | APBC  | HEAT-FS | APDS  | HESH  | APDS  | APFSDS |
| 砲口初速（m/s）        | 1,067 | 1,143   | 1,433 | 762   | 1,370 | 1,542  |
| 貫徹力 （1,000ヤード） | 221mm | 330mm   | 446mm | 150mm | 390mm | 480mm  |
| 貫徹力 （2,000ヤード） | 196mm | 330mm   | N/A   | 150mm | N/A   | N/A    |

## 参考資料

### 引用
- Ahmad, I.; Picard, J.P. (1970-02-26) (英語). Gun tube erosion and control. Watervliet, NY: Watervliet Arsenal. pp. 3.4-5. Paper No. At 714668
- Estes, Kenneth; Chasemore, Richard (2013) (英語). M103 heavy tank 1950-74. Long Island City, NY: Osprey Publishing. ISBN 978-1849089814.  オリジナルの2019-10-18時点におけるアーカイブ。 2017年5月4日閲覧。
- Germershausen, R. (1982) (英語). Handbook on Weaponry (First Engish ed.). Düsseldorf: Rheinmetall GmbH. pp. 296, 302
- Griffin, Rob (1999) (英語). Conqueror. Marlborough, UK: Crowood Press. pp. 114. ISBN 9781861262516
- Hunnicutt, Richard (March 1988) (英語). Firepower: A History of the American Heavy Tank. Presidio Pr. ISBN 978-0891413042.  オリジナルの2019-10-18時点におけるアーカイブ。 2017年5月4日閲覧。

- Hunnicutt, Richard (1990) (英語). Abrams. Novato, California: Presidio Press. ISBN 9780891413882
- Hunnicutt, Richard (2015) (英語). Patton: A History of the American Main Battle Tank. Guilford, VT: Echo Point Books & Media. pp. 154. ISBN 978-1626548794
- Norman, Michael (1972) (英語). AFV Weapons Profile - Number 38 - Conqueror Heavy Gun Tank. Windsor, Berkshire, England: Profile Publications Ltd.
- 子迟 (2013年). “帝国之炮——英国120mm线膛坦克炮的发展（1945—1965）”. 海陆空天惯性世界 (第12期):  86-103.